# Мартынов, Валерий Фёдорович
Валерий Фёдорович Мартынов (1946 — 1986) — сотрудник ПГУ КГБ, подполковник, сотрудничавший с ЦРУ или ФБР

## Биография
Родился в семье ветерана Великой Отечественной войны. Являлся сотрудником ПГУ. В 1980 направлен в США заниматься научно-технической разведкой резидентуры в Вашингтоне, под прикрытием должности атташе по вопросам культуры. Завербован ЦРУ или ФБР предположительно в 1982, выдавал своих коллег и агентов (считается одним из виновников провала Д. Э. Уокера), а также направлял в Центр дезинформацию. Поначалу его материалы вызвали интерес, ввиду чего доверили возглавить направление, присвоили очередное воинское звание и наградили орденом. Разоблачён, предположительно на основании данных, полученных от О. Х. Эймса и Р. Ф. Хансена. По инициативе В. И. Черкашина и С. А. Андросова был назначен конвоировать вернувшегося полковника В. С. Юрченко в Москву, где и был арестован группой захвата «Альфа» под командованием В. Н. Зайцева у трапа самолёта. В 1986 был расстрелян на основании приговора ВКВС СССР за государственную измену.

### Звания
- майор;
- подполковник.

### Награды
- орден Красной Звезды и медали.

## Семья
У Мартынова остались жена и двое детей. В 1995 году его супруга Наталья вместе с детьми переехала в США, где им было предоставлено американское гражданство. Сын Александр работал полицейским в Вирджинии. Дочь Анна окончила бизнес-школу, вышла замуж за предпринимателя Чарльза Користина. Внук — Эдвард Користин (р. 2005), разработчик программного обеспечения. Получил известность в 2025 году после назначения в Департамент эффективности правительства (DOGE).